# Cristín Cibils
Cristín Eugenio Cibils González (Loma Pytá, Paraguay, 13 de marzo de 1956) es un exfutbolista paraguayo. Jugaba de defensa y militó en diversos clubes de Paraguay y Chile. También fue seleccionado internacional paraguayo, donde disputó 8 partidos y con el cual, ganó la Copa América 1979 tras vencer a su similar de Chile (el único país donde jugó en el extranjero, en cuanto a clubes), en un tercer partido jugado en Argentina.

## Clubes
| Club               | País     | Año       |
| ------------------ | -------- | --------- |
| Olimpia            | Paraguay | 1977-1978 |
| Atlético Tembetary | Paraguay | 1979-1980 |
| Cerro Porteño      | Paraguay | 1980      |
| Guaraní            | Paraguay | 1981      |
| Deportes La Serena | Chile    | 1982      |
| Guaraní            | Paraguay | 1982-1984 |
| Olimpia            | Paraguay | 1984-1986 |
| Boquerón           | Paraguay | 1987-1988 |
| Atlético Juventud  | Paraguay | 1989      |

## Reconocimientos
- Medalla al Mérito Domingo Martínez de Irala.

El 19 de octubre de 2016 fue distinguido con la Medalla al mérito Domingo Martínez de Irala por la Junta Municipal de la ciudad de Asunción, junto a sus compañeros de la selección paraguaya por el título de campeón logrado en la Copa América 1979.